# Handpumpe
Handpumpen sind Pumpen, die manuell (von Hand) bedient werden. Sie werden eingesetzt, um Flüssigkeiten oder Gase zu heben oder durch eine Anlage zu transportieren.

## Arten und Beispiele

### Luft- und Flüssigkeitspumpen

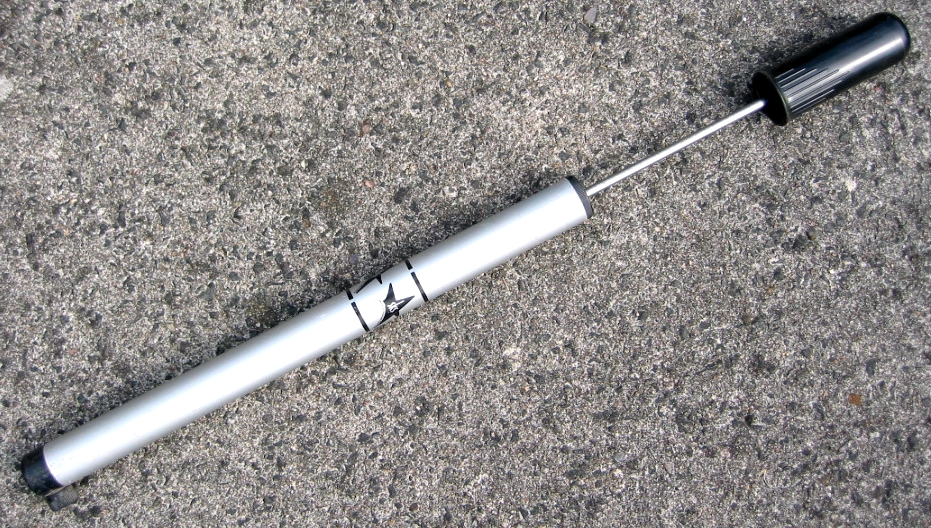
Luftpumpe fürs Fahrrad

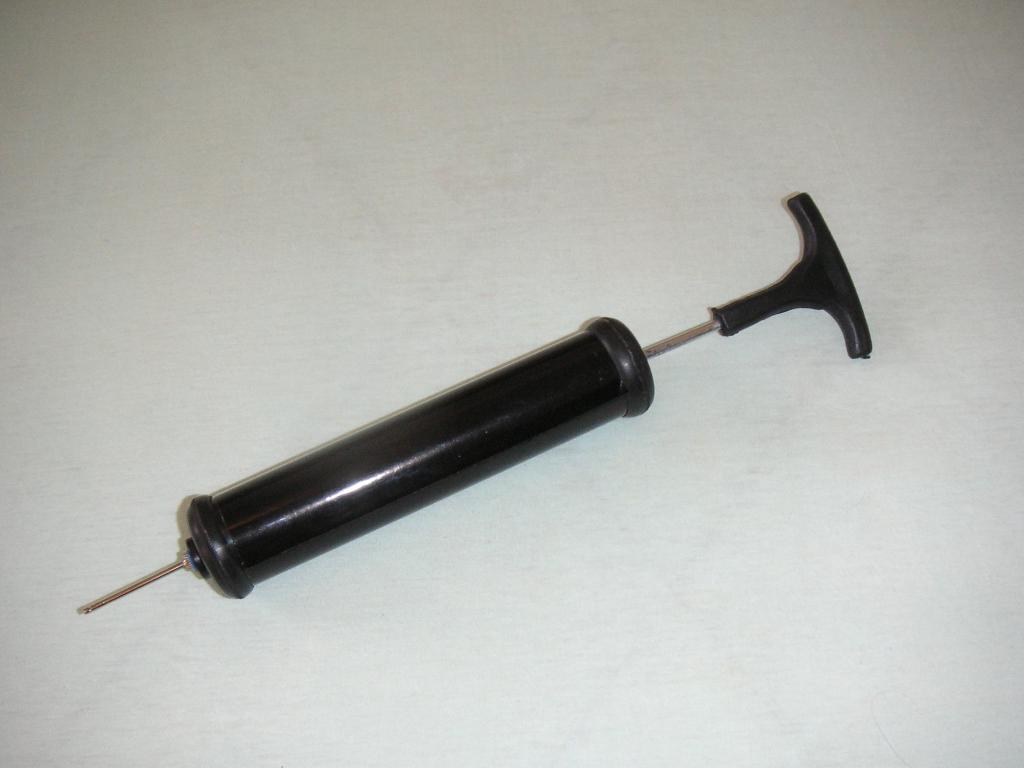
Luftpumpe für Bälle

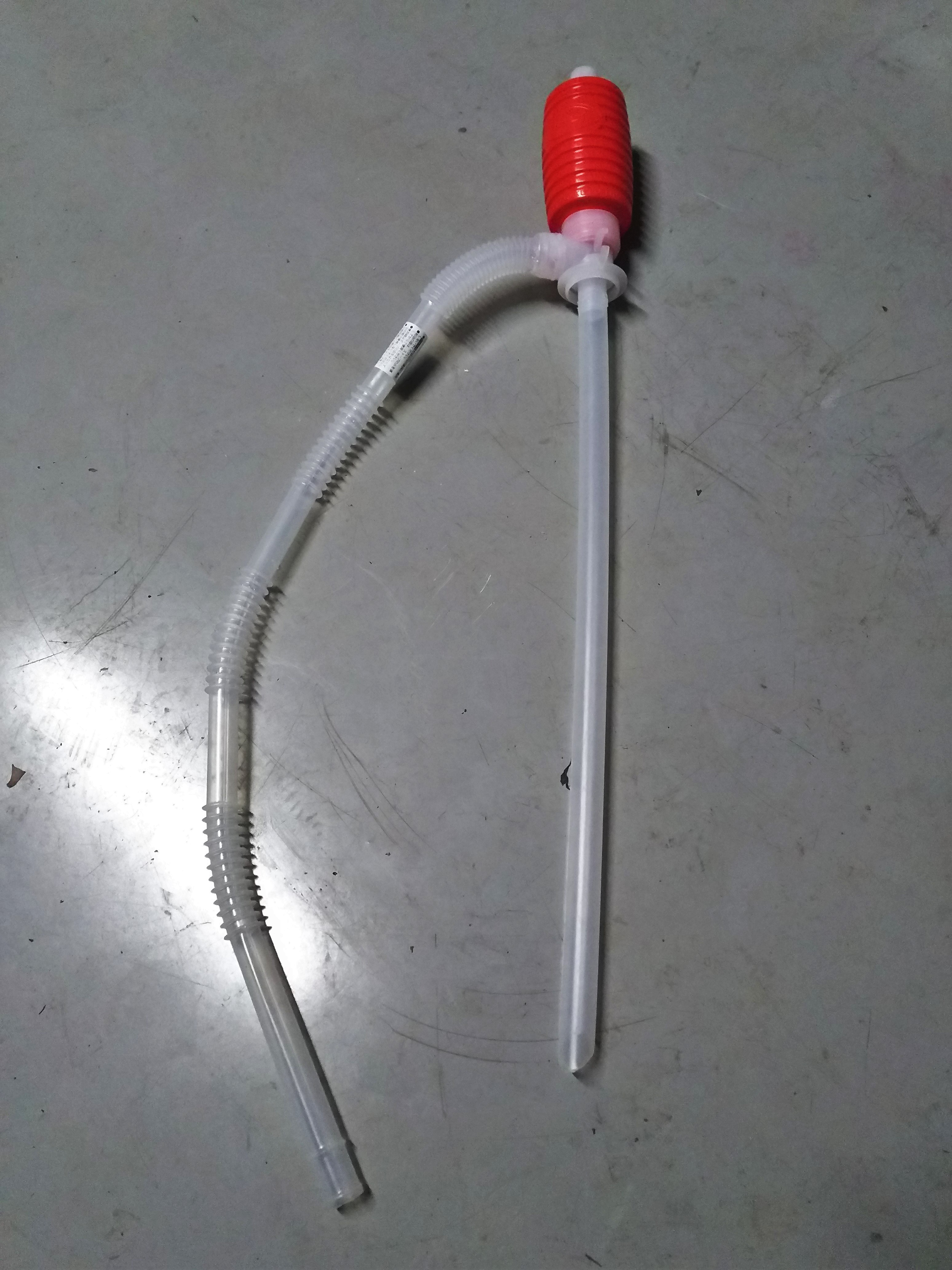
Saugheberhandpumpe mit Saugvorrichtung zum Umpumpen von Flüssigkeiten in tiefer stehende Gefäße; siehe dazu Heber (Gerät)#Handpumpen

Die meisten Handpumpen sind Luftpumpen, deren kleines Format es ermöglicht, sie in der Hand zu halten. Sie findet sich häufig an einem Fahrrad. Eine Handpumpe ist zwischen 15 und 25 cm lang. Andere Handpumpen sind kleine Luftpumpen mit einem schwachen Luftstrom, die z. B. für das Ballonaufblasen verwendet werden.

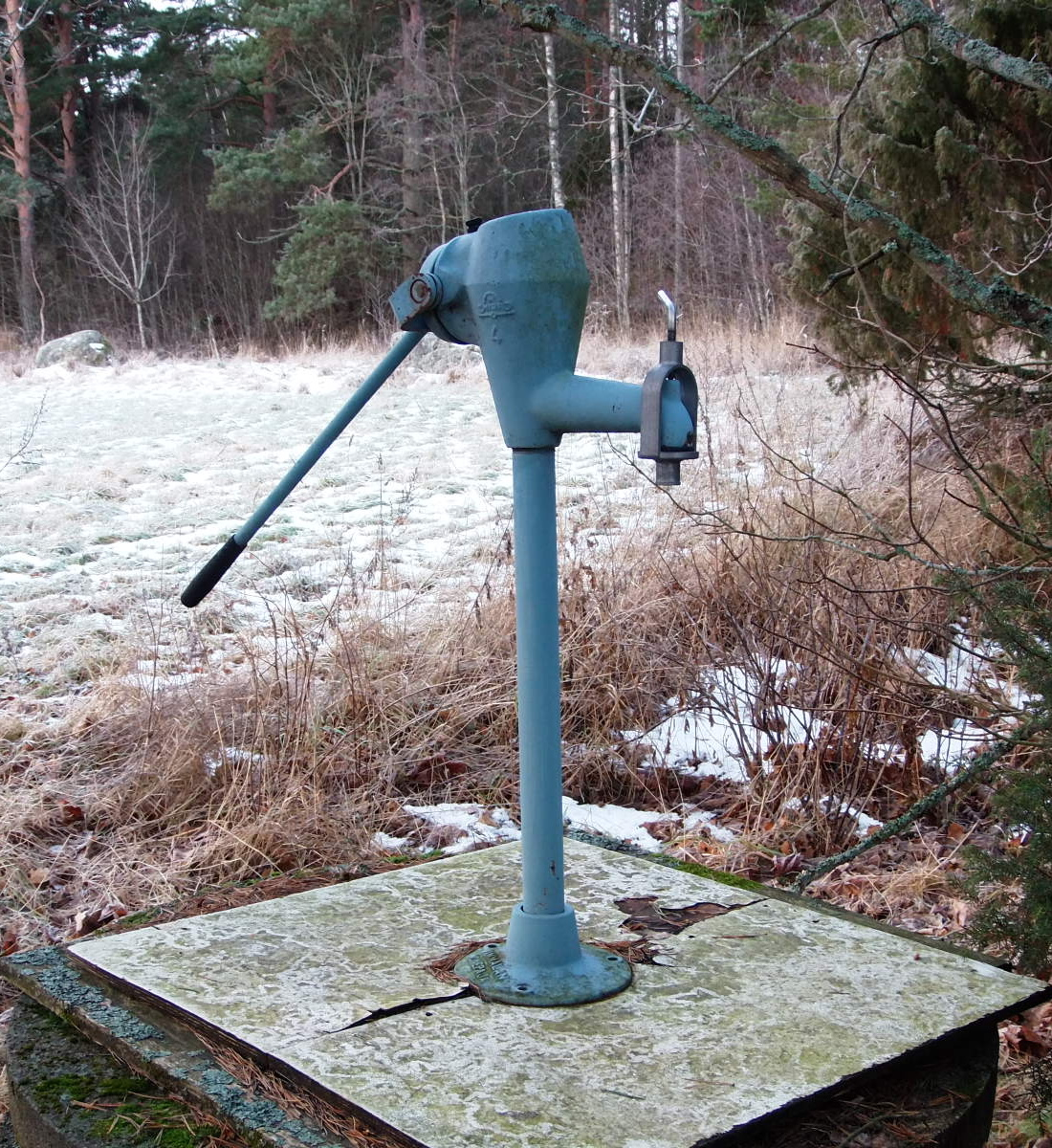
Schwengelpumpe

Daneben gibt es traditionelle Wasserpumpen, mit einem als Hebel wirkenden Griff, so genannte Schwengelpumpen. Der äußere Schutz der Pumpmechanik wird durch einen Mantel aus wetter-, druck- und stoßfestem Material garantiert. Der Mantel ist in einfachster Form ein Zylinder, der auch mit Schmuckelementen gestaltet werden kann. Diese Handpumpen werden aus Gusseisen, Stahl oder Aluminium gefertigt. Seitwärts am Pumpengehäuse befindet sich ein nach unten gebogener Ablauf, um das Wasser in Eimer oder andere Gefäße zu füllen.
Ähnliche Gerätschaften, nur etwas größer, hatte die Feuerwehr im 19. Jahrhundert verwendet. Sie dienten zur Beförderung von Löschwasser von einem Saugort an einen Brandherd. Der Hebel war 1,5 bis 2 Meter lang und bestand aus Holz (Eiche, Buche, Kastanie), zur Erhöhung der Effizienz der Ausnutzung der menschlichen Antriebsleistung war er doppelgriffig und wurde auf und ab bewegt.

### Fitnessgerät
Als Handpumpe wird auch ein kleines Fitnessgerät bezeichnet, welches außen aus Schaumstoff und innen aus Metall besteht. Es hat eine geringelte, flachgepresste Form. Die beiden Teile drückt man zusammen, um die Hand- und Unterarm-Muskulatur zu stärken.